# 直交ロボット
直交ロボット（ちょっこうロボット）とは2軸もしくは3軸の直交するスライド軸により構成される産業用ロボット。ガントリーロボットとも言う。

## 概要
2軸もしくは3軸の直交するスライド軸により構成されており、補助的な回転軸を持つこともある。
小さな部品の組み立てや、半導体、医療、薬品の分野で使われている。
以前は溶接を行うような大型ものもあったが、近年ではこのような大型のものは見られなくなった。

## 代表的なメーカー
- ヤマハ発動機
- 芝浦機械
- アイエイアイ
- ジャノメ